# Heteroconis africana
Heteroconis africana là một loài côn trùng trong họ Coniopterygidae thuộc bộ Neuroptera. Loài này được Monserrat & Díaz-Aranda miêu tả năm 1988.